# QRS Records

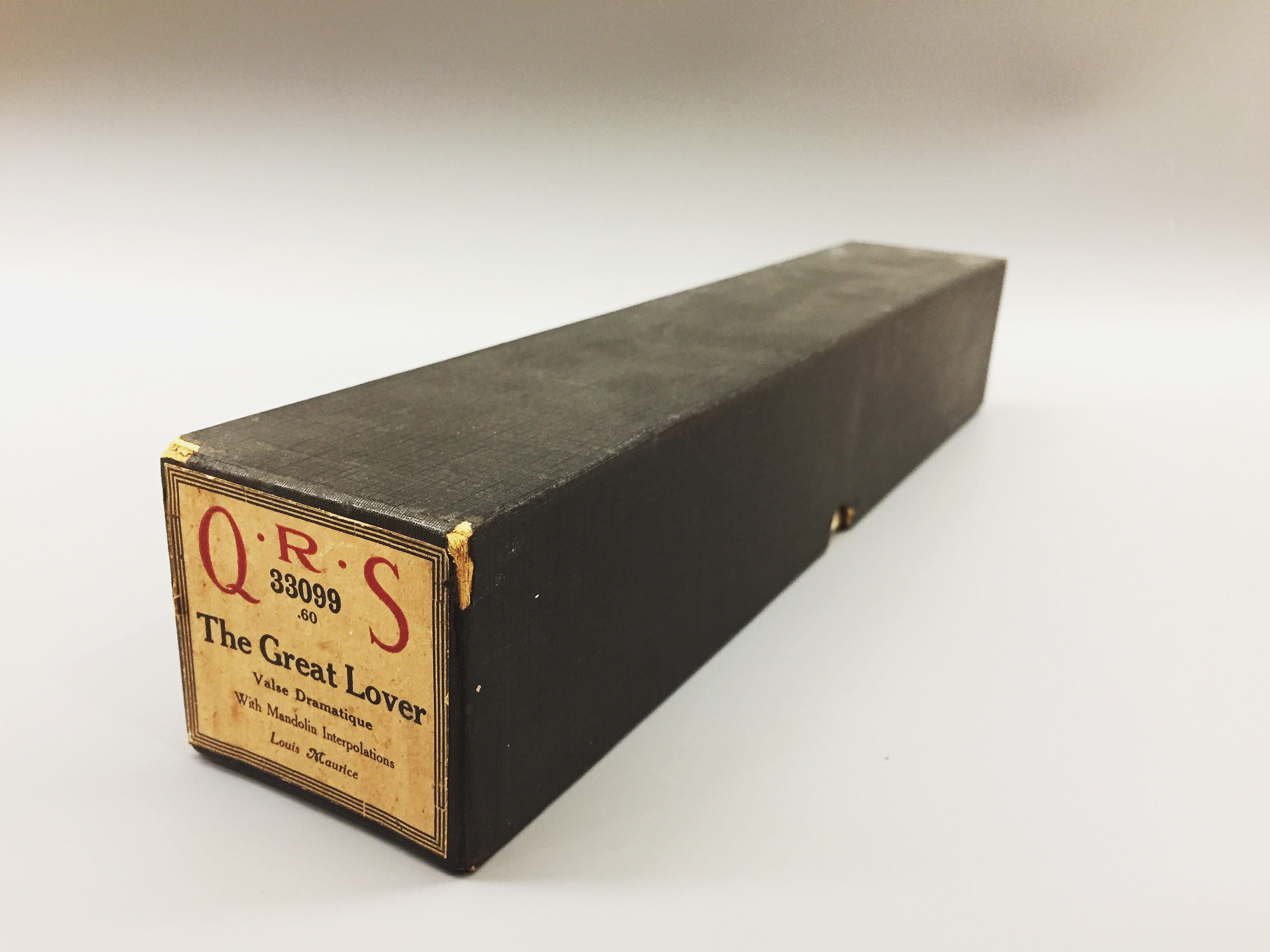
"The Great lover", Louis Maurice, QRS Records

QRS Records was een Amerikaans platenlabel dat in de periode 1928-1930 platen uitbracht. Het label was opgericht door QRS, een producent van pianorollen.
Het label werd in 1928 geleid door Arthur Satherly, die eerder bij Paramount Records had gewerkt. Het label gebruikte de opnamestudio van Gennett, die ook de platen perste. De vroegst bekende QRS-plaat was overigens een plaat uit de Gennett-catalogus, met hetzelfde catalogusnummer. Muzikaal directeur in die tijd was jazz-pianist en componist Clarence Williams. QRS had een serie voor blues, jazz en gospel, alsook een serie voor country en rural folk. Artiesten die toen voor het label opnamen waren onder meer Williams, Ed Bell, Clifford Gibson, Earl Hines, James "Stump" Johnson, Sara Martin en Edith North Johnson. De geluidskwaliteit was gelijk aan platen van andere onafhankelijke platenlabels uit die tijd, gemiddeld.
Begin 1930 kwam de Cova Record Company met een nieuwe serie, waarschijnlijk onder leiding van Carl Fenton. Hierop verscheen  commerciële popmuziek, mogelijk om te concurreren met andere goedkope labels van die tijd. De geluidskwaliteit was onder het gemiddelde. Deze serie liep maar heel kort.
De onderneming QRS, opgericht in 1900, maakt tot de dag van vandaag pianorollen, maar ook komt zij tegenwoordig met muzieksoftware.